# 溫納 (密蘇里州)
溫納（英語：Winner）是位於美國密蘇里州克萊縣的非建制地區。

## 歷史
溫納的郵局於1891年設立，其後於1900年停運。

## 地理
溫納所處的海拔為高於海平面304米（即997英呎），而該地所採用的時區為UTC-6，即北美中部時區（CST）。同時該地設有夏令時間，為UTC-6調快一小時，即UTC-5（CDT）。